# João Rodrigues Colaço
João Rodrigues Colaço (? — ?) foi um militar e administrador colonial português, residente na Capitania do Rio Grande. Foi o primeiro Capitão da Fortaleza dos Reis Magos e considerado um dos fundadores da Cidade de Natal.
Na primeira Carta de Sesmaria, consta que Manuel Mascarenhas Homem, capitão-mor da Capitania de Pernambuco e da conquista do Rio Grande, concedeu terras com mais de mil hectares às margens do Rio Potengi para João Rodrigues Colaço. Este alegou ser casado, com filhos e escravos, já era capitão da Fortaleza dos Reis Magos e tinha desejo de expandir o cultivo das terras.
Entre 1599 e 1603, há registros de que João Rodrigues Colaço foi o Capitão responsável pelo Rio Grande do Norte, na época submetida ao governo da Capitania de Pernambuco. Era, portanto, subalterno de Manuel Mascarenhas Homem. Apesar disso, nesse período, João Rodrigues concedeu cartas de sesmarias a outros senhores da região nas proximidades da Fortaleza dos Reis Magos.
José Moreira Brandão Castelo Branco publicou em 1950, na revista Bando, o texto "Quem fundou Natal", defendendo que João Rodrigues Colaço seria o provável fundador da capital potiguar. Posteriormente, esse estudo foi publicado na revista do Instituto Histórico e Geográfico do Rio Grande do Norte, em 1960, provocando uma polêmica. Câmara Cascudo inicialmente apoiou a tese (1955), porém mudou de opinião, acreditando que o fundador da cidade teria sido outro: "Para mim, o padrinho da Cidade do Natal foi Manuel de Mascarenhas Homem, capitão-mor de Pernambuco, comandante da expedição colonizadora", pois João Rodrigues era apenas subalterno.